# 譚木匠

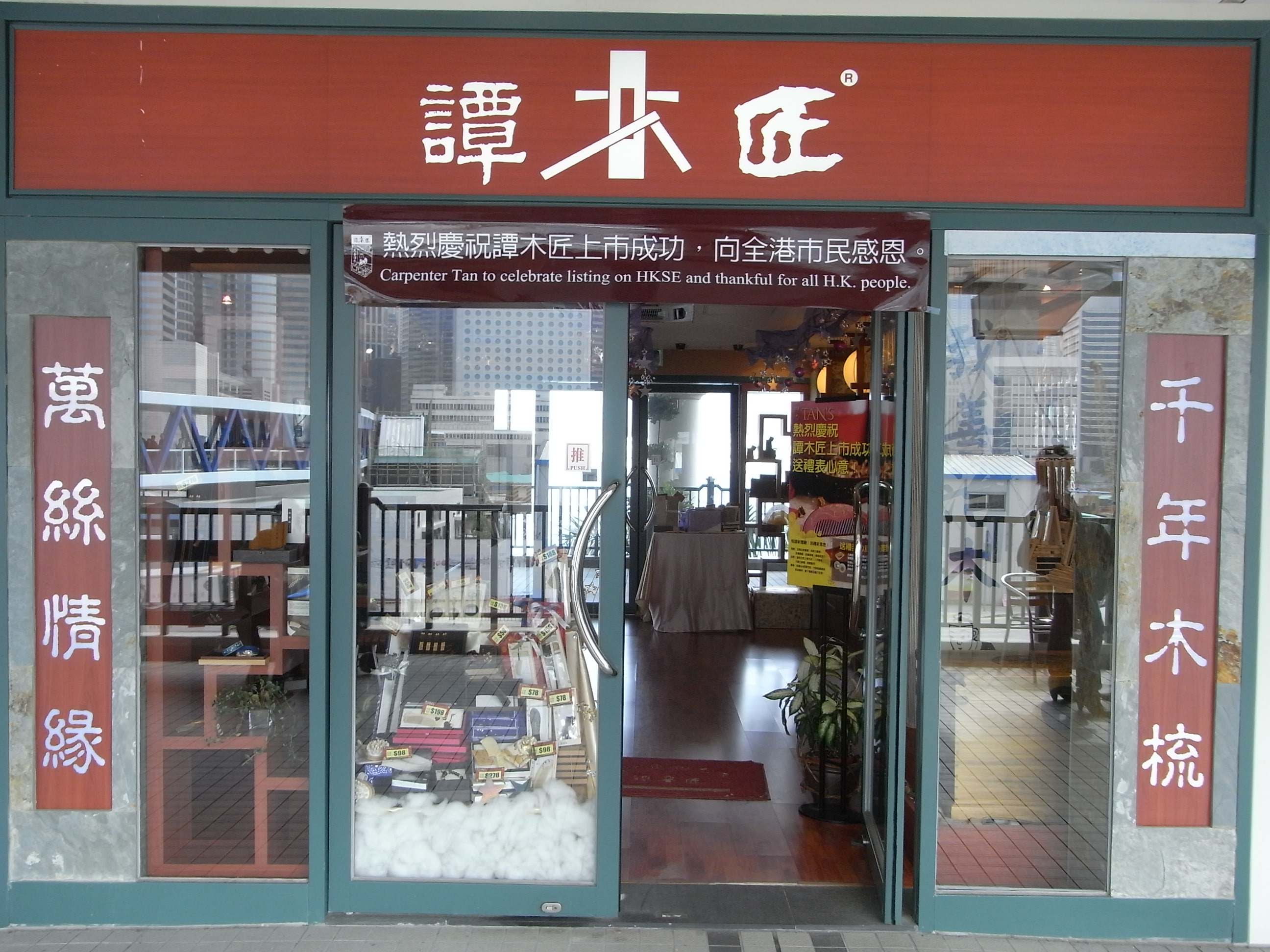
香港一間譚木匠商店

譚木匠，全稱譚木匠控股有限公司（英語：Carpenter Tan Holdings Limited，港交所：0837），在1993年由譚傳華創立一家重慶市專門銷售梳子、鏡子、組合禮盒、其他飾品等，另外還有特許加盟商店。而香港、馬來西亞、韓國、新加坡、德國，以及美國紐約也有分店。
總部分別位於中國及香港，中國重慶市江北區觀音橋未來國際大廈43樓，以及香港九龍九龍灣臨樂街19號南豐商業中心10樓1009室。
2022年，譚木匠收益3.48億人民幣，按年升5.2%。純利1.07億元，跌0.4%。每股盈利43.12分。

## 歷史
1957年，谭传华生於重庆市万州农村，18岁时下河炸鱼，不小心炸掉右手。1993年，谭传华贷款20万，成立谭木匠，专门生產梳。
2009年12月29日，譚木匠控股於香港交易所主板上市。招股價為2.58港元，發行6,250萬股，集資額1.83億港元，在上市期間較招股價漲至3.38港元，漲幅為36%，獲「真証傳播」撰文報導。
2023年2月1日起，谭传华辞任公司首席行政官，但留任公司执行董事、董事会主席及授权代表。罗洪平接任公司执行董事兼首席行政官。